# Markus Villig
Markus Villig est un entrepreneur milliardaire estonien, fondateur et PDG de la société de mobilité mondiale Bolt Technology.

## Biographie
Après avoir terminé ses études secondaires à Tallinn au printemps 2013, Markus a commencé à travailler sur la première version de Bolt après avoir reçu un prêt de 5 000 euros de sa famille. Cela lui a permis de construire un premier prototype de l'application tout en recrutant lui même des chauffeurs dans les rues de Tallinn.
En septembre 2013, il s'inscrit à l'université de Tartu pour étudier l'informatique, mais quitte l'établissement à la fin de son premier semestre pour travailler à plein temps sur son entreprise.
Aujourd'hui, Bolt est devenue une entreprise de mobilité mondiale qui compte plus de 100 millions de clients dans 45 pays et propose cinq services : le covoiturage, la location de trottinettes électriques, la livraison de nourriture et de produits d'épicerie (via l'application Bolt Food) et l'autopartage.
En janvier 2022, Bolt été valorisée à 8,4 milliards de dollars après avoir levé 709 millions de dollars dans le cadre d'un nouveau financement mené par Sequoia Capital et Fidelity Investments. Cette valorisation a fait de Markus le plus jeune milliardaire "self-made" d'Europe.
Markus a reçu de nombreuses distinctions en reconnaissance de ses réalisations en tant qu'entrepreneur. En 2016, il a été désigné comme le plus jeune PDG de la liste "Forbes 30 under 30" dans les pays baltes et a également reçu le prix présidentiel du meilleur jeune entrepreneur d'Estonie. En 2018, il a été nommé entrepreneur estonien de l'année par EY lors du Forum mondial des entrepreneurs de l'année et le journal national estonien Aripaev l'a également élu entrepreneur de l'année en 2022.
En novembre 2022, Markus a été nommé partenaire du ministère des Affaires étrangères de l'Estonie, qui reconnaît les personnes qui soutiennent les intérêts de la politique étrangère du pays, pour sa contribution au soutien de l'Ukraine à la suite de son invasion par la Russie.
Markus est un investisseur providentiel actif et a investi dans des entreprises telles que Yaga, une plateforme d'achat et de vente d'articles de mode d'occasion, et KOOS. Il vit et travaille toujours à Tallinn.